# Alyson Stoner
Alyson Rae Stoner (Toledo, 11 agosto 1993) è un'attrice, ballerina e cantante statunitense.

## Biografia
Ha due sorelle maggiori: Correy e Jamiee e i suoi genitori sono LouAnn e Charlie Stoner. Il suo padrino è John Hughes e la sua madrina è Kay Stoner. Si è trasferita a Los Angeles, in California nel 1997.
Alyson si era iscritta alla O'Connell Dance Studio e al Margaret O'Brien Modeling Studio. Successivamente ottenne numerosi diplomi nei campi: Attrice, Modella e Ballerina. Poi continuò a Los Angeles dove fece la ballerina per Missy Elliott e Eminem, ballò anche in un gruppo chiamato JammXKids dal 2004 al 2006. Uscì dal gruppo agli inizi del 2006 perché stare nel gruppo portava via ad Alyson troppo tempo che lei voleva impiegare facendo film e serie TV. Fu subito rimpiazzata con Lauren Brianna.

### Vita privata
Si è pubblicamente dichiarata pansessuale nel 2018 attraverso una lettera aperta per Teen Vogue.

### Carriera
Nel 2002 Alyson faceva parte dei co-host di Disney Channel e faceva dei piccoli show. Fu una dei ballerini dei contenuti speciali del DVD di Shark Tale. Nel 2004 recita un piccolo cameo nel video Just Lose It di Eminem. Ha iniziato a lavorare prima come doppiatrice a 9 anni nel film Lilo & Stitch e a 10 anni recita nel suo primo film: Una scatenata dozzina in cui interpreta Sarah, uno dei dodici bambini dei Baker, e ha interpretato lo stesso ruolo nel sequel Il ritorno della scatenata dozzina. Ha partecipato anche in numerosi show televisivi come Drake & Josh, Zack e Cody al Grand Hotel (con il nome di Max, ella interpretava un "maschiaccio" ed era la migliore amica di Verme Solitario), Raven, ha fatto anche l'audizione per Hannah Montana, dove Miley Cyrus ottenne il ruolo.
Nel 2006 è al fianco di Channing Tatum nel film Step Up, dove Alyson interpreta la sorella minore del protagonista e dove, ancora una volta, mostra le sue capacità nel ballo. Nel 2007 ha avuto un ruolo nel film Alice (basato sulla serie di Alice) di Phyllis Reynolds Naylor con Lucas Grabeel.
Nell'estate del 2007 ha doppiato Isabella in Phineas e Ferb. Nella primavera 2008, ha girato, in Canada, il film TV Camp Rock (dove però ha la voce di Lorena Johonson nelle parti cantate). Ha anche partecipato al sequel di Camp Rock, cioè Camp Rock 2: The Final Jam, interpretando Caitlyn; in questo film ha cantato, al contrario del primo, quasi tutte le canzoni, esclusi i duetti tra Joe e Demi e il singolo di Nick. Ha inoltre partecipato al film Step Up 3-D e Step Up All In, con il collega, nonché migliore amico, Adam Sevani. Ha doppiato Xion nella versione inglese di Kingdom Hearts 358/2 days.
Nel 2010 ha recitato come guest star in un episodio della celebre serie TV Dr. House - Medical Division.
Nel 2015 è la protagonista del film Sugar Babies.

## Filmografia parziale

### Attrice

#### Cinema
- Una scatenata dozzina (Cheaper by the Dozen), regia di Shawn Levy (2003)
- Il ritorno della scatenata dozzina (Cheaper by the Dozen 2), regia di Adam Shankman (2005)
- Step Up, regia di Anne Fletcher (2006)
- Alice una vita sottosopra (Alice Upside Down), regia di Sandy Tung (2007)
- Step Up 3D, regia di Jon M. Chu (2010)
- Step Up: All In, regia di Trish Sie (2014)
- Mr. Invincible, regia di Vijay Rajan e Halfdan Hussey (2018)
- Selling Isobel, regia di Rudolf Buitendach (2019)

#### Televisione
- Drake & Josh – serie TV, un episodio (2004)
- Raven – serie TV, episodio 31 stagione 3 (2005)
- Zack e Cody al Grand Hotel – serie TV, episodi 1-7-9-22 prima stagione episodi 7-30 seconda stagione (2005-2007)
- Joey – serie TV, episodio 2x19 (2006)
- Camp Rock, regia di Matthew Diamond - film TV (2008)
- Camp Rock 2: The Final Jam, regia di Paul Hoen – film TV (2010)
- Dr. House - Medical Division (House, M.D.) - serie TV, episodio 7x02 (2010)
- Sugar Babies (Sugar Babies), regia di Monika Mitchell – film TV (2015)
- The Guardians of Justice – serie TV (2022)

## Doppiaggio
- Kid Rat in Garfield - Il film
- Victoria in Lilo & Stitch
- Xion, Kairi in Kingdom Hearts Re: Chain of Memories, Kingdom Hearts 358/2 Days, Kingdom Hearts HD 2.8 Final Chapter Prologue, Kingdom Hearts III
- Isabella Garcia-Shapiro in Phineas e Ferb, Phineas e Ferb: Il film - Nella seconda dimensione

## Doppiatrici italiane
Nelle versioni in italiano delle opere in cui ha recitato, Alyson Stoner è stato doppiata da:
- Lilian Caputo in Camp Rock e Camp Rock 2: The Final Jam
- Benedetta Gravina in Zack e Cody al Grand Hotel, “Step Up” (2006)
- Joy Saltarelli in Step Up 3D, Step Up: All In
- Flavia Rosa in Una scatenata dozzina, Il ritorno della scatenata dozzina
- Veronica Puccio in Alice una vita sottosopra
- Valentina Favazza in Major Crimes

Da doppiatrice è invece sostituita da
- Benedetta Gravina in Phineas e Ferb